# Vermondans
Vermondans est une ancienne commune française, située dans le département du Doubs en région Franche-Comté et annexée depuis 1973 à la commune voisine de Pont-de-Roide-Vermondans.
Les habitants de Vermondans sont appelés les Vermondanais.

## Géographie
Vermondans est situé sur la route départementale 437 entre Montbéliard et Morteau.
Le village est traversé par le ruisseau La Ranceuse, affluent du Doubs, comportant plusieurs petits affluents, dont la Vaumaille.
Vermondans est entouré de collines de forêt appartenant à la chaîne du Lomont.

## Toponymie
Le nom est attesté sous la forme Wilmundens en 1156,.
Selon Albert Dauzat et Charles Rostaing, il s'agit du nom de personne germanique Wiliemund, mais Ernest Nègre cite Wirimundus.
Le second élément est le suffixe de localisation et de propriété germanique ing-os (cf. allemand -ingen), qui est à l'origine des terminaisons en -ans dans le Doubs, la Haute-Saône et le Territoire de Belfort. Ailleurs, on trouve aussi -ens ou -eins, sauf dans l'ouest de la France où ce suffixe est quasi absent.

## Histoire

### La fermetey
Vermondans était l'un des villages de la fermetey des Neuchâtel, comme d'autres (Pont-de-Roide-Vermondans, Ortière, Rémondans, Vaivre, Dambelin et le bourg de Neuchâtel), tous entourés de vastes forêts, de plus il dépendait en partie de la juridiction de la prévôté de Mathay. Le village est très proche de Pont-de-Roide-Vermondans, il est donc possible qu'ils aient formé tous deux une seule et même localité, en effet pendant longtemps les territoires ne seront pas distingués l'un de l'autre et leurs habitants respectifs jouiront d'un droit de parcours.

### Fief et affranchissements
En 1273 Thiébaud IV de Neuchâtel achète à Jean d'Augicourt les fours que celui-ci y possède.
En 1311, c'est maintenant Thiébaud V de Neuchâtel qui possède Vermondans et octroie des franchises seulement aux habitants de la fermetey qui s'y trouvaient à cette date. En 1372 c'est au tour de la famille Cuenin, habitant le village, d'être affranchie, puis en 1384 c'est Jean Malriot, caviste au château de Neuchâtel d'y avoir droit mais seulement pour lui et ses deux premiers fils et les héritiers de son second fils redeviendront taillables.
En 1336, le seigneur de Neuchâtel reçoit l'hommage de Jean de Laissey pour les biens que celui-ci possède à Feule et Vermondans, cet hommage sera renouvelé en 1370 par Thiébaud de Laissey en y ajoutant Pont-de-Roide-Vermondans.
En 1680, plusieurs communes appartenant aux Neuchâtel acceptent de payer une rente afin de pouvoir se mettre à l'abri avec leurs biens et nourriture au château de Neuchâtel en cas de guerre, Vermondans a droit à deux places, Voujeaucourt à une, Écot et Mathay à six, Bourguignon et Pont-de-Roide-Vermondans à trois.
En 1683, les habitants de Vermondans participent avec ceux de Bourguignon et de Pont-de-Roide-Vermondans à la réfection des piles du pont de cette dernière localité.
Au XVIIIe siècle, les habitants de Vermondans participent à la construction de l'église de Pont-de-Roide-Vermondans pour la somme de 1 553 francs.

### La Seconde Guerre mondiale
Durant la Seconde Guerre mondiale, Vermondans est au cœur d'un front violent mis en place dès la libération de Pont-de-Roide-Vermondans le 12 septembre 1944. Le 19 septembre une violente attaque française contre l'occupant allemand, de nombreux soldat du 13eme régiment de tirailleur sénégalais emmenés par Jacques Grézaud seront tués.Deux longs mois après, Vermondans est enfin libéré, le 15 novembre 1944.

### Fusion-association
En 1973, Vermondans fusionne avec la ville voisine de Pont-de-Roide-Vermondans.

## Politique et administration
| Période                                  | Période | Identité    | Étiquette | Qualité |
| ---------------------------------------- | ------- | ----------- | --------- | ------- |
| 1965                                     | 1973    | René MAIROT |           |         |
| Les données manquantes sont à compléter. |         |             |           |         |

| Période                                  | Période | Identité    | Étiquette | Qualité |
| ---------------------------------------- | ------- | ----------- | --------- | ------- |
| 1973                                     | 1983    | René MAIROT |           |         |
| Les données manquantes sont à compléter. |         |             |           |         |

## Démographie
| 1911 | 1921 | 1926 | 1931 | 1936 | 1946 | 1954 | 1962 | 1968 |
| ---- | ---- | ---- | ---- | ---- | ---- | ---- | ---- | ---- |
| 572  | 557  | 600  | 620  | 596  | 439  | 748  | 882  | 880  |

## Économie
Vermondans est un village industriel. Actuellement, il comporte des groupes tels que Métatherm-Métalis, Mercier Clausse, AMC...
Dans son passé, la commune était composée des usines Mougin, Clausse, Falconnet, Beaume, Girardin.

## Culture locale et patrimoine

### Personnalités liées à la commune
- Georges Contal, Aimé Girardin, Falconnet, Clausse, Beaume, Savreux-Clausse : industriels renommés localement.